# Elecciones federales de Australia de 1934
La elección federal australiana de 1934 para elegir a los miembros de Cámara de Representantes de Australia  y 18 de los 36 escaños del Senado de Australia del Parlamento de Australia se celebró el 15 de septiembre de 1934. Joseph Lyons, líder del Partido Unido de Australia (UAP) fue la fuerza con más escaños en la Cámara de Representantes y, gracias a un acuerdo con el Partido del Campo, pudo formar un gobierno de coalición en el que permaneció como Primer Ministro de Australia.
El Partido Laborista liderado por el ex-Primer Ministro James Scullin aumentó su representación, aunque el crecimiento de la escisión dirigida por Jack Lang le restó votos respecto a las pasadas elecciones.
Estas elecciones siguieron afectadas por los efectos de la Gran Depresión en la población australiana. La Coalición entre el UAP y el Partido del Campo se mantuvo como la más votada en todos los Estados de Australia, excepto en Queensland, donde el Partido Laborista mantuvo su mayoría relativa.